# Acipenseriformes

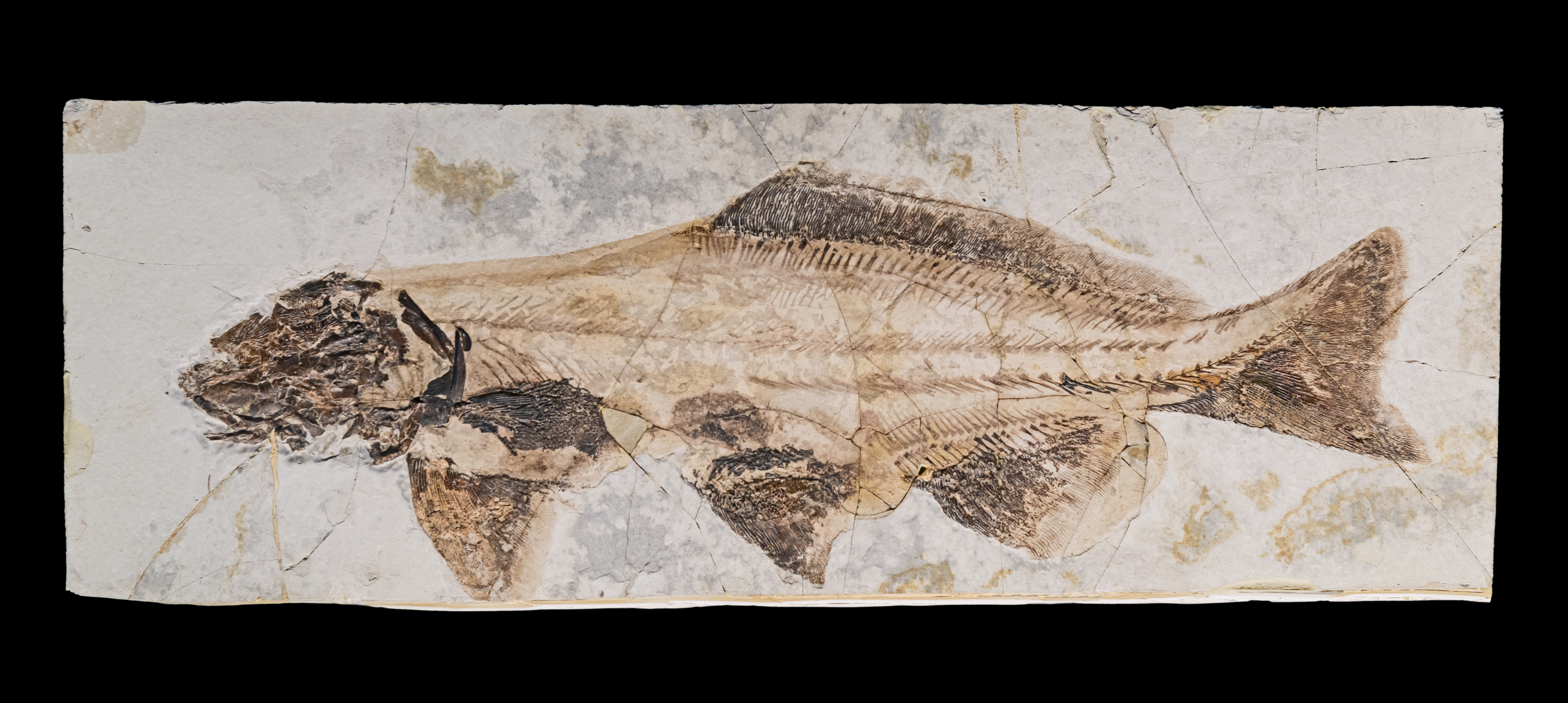
Yanosteus longidorsalis

Los Acipenseriformes son un orden de peces actinopterigios de la subclase de los Chondrostei que incluye a los esturiones,  los peces espátula y dos familias extintas.
El nombre procede del latín acipenser que significa esturión -el tipo de pez característico de este orden.

## Morfología
El esqueleto de los acipenseriformes es fundamentalmente cartilaginoso; la aleta caudal es característicamente heterocerca; el preopérculo está muy reducido o no tienen; los radios de sus aletas son más numerosos que sus bases; el intestino está provisto de una válvula espiral.

## Taxonomía
La clasificación más recientemente aceptada los agrupa en tres familias, una de ellas ya extinguidas:
- Suborden Acipenseristomi (Grande y Bemis, 1996): Sin opérculo, con las branquias tapadas por el subopérculo.
  - Superfamilia Acipenseroidei (Grande y Bemis, 1991):
    - Familia Acipenseridae (Bonaparte, 1831) – Esturiones.
    - Familia Polyodontidae (Bonaparte, 1838) – Peces espátula.
- Suborden Peipiaosteitomi†: Relacionados con los Acipenseristomi.[3]
  - Superfamilia Peipiaosteoidei† (Grande y Bemis, 1996)
    - Familia Peipiaosteidae† (Liu y Zhou, 1965).

- † Errolichthyidae Lehman, 1952
- † Saurichthidae Mishra et al., 1990